# Потёмкин, Геннадий Фёдорович
Геннадий Фёдорович Потёмкин (1923—1943) — советский военный. Участник Великой Отечественной войны. Герой Советского Союза (1944, посмертно). Гвардии капитан.

## Биография

Отчётная карточка из партбилета Г. Ф. Потёмкина со стихами. Из экспозиции Центрального музея Вооруженных Сил СССР

Геннадий Фёдорович Потёмкин родился 23 мая 1923 года в городе Очакове Николаевского округа Одесской губернии Украинской ССР СССР (ныне город, районный центр Николаевской области Украины) в семье служащих Фёдора Трофимовича и Леонилы Ивановны Потёмкиных. Украинец. В 1931 году пошёл в первый класс Очаковской средней школы № 2, но в 1932 году отца перевели на работу в Одессу. Учёбу Г. Ф. Потёмкин продолжил в Одесской средней школе № 70. Его отец Фёдор Трофимович Потёмкин был партийным работником. Старый большевик, участник Гражданской войны, он сумел привить сыну идеалы марксистско-ленинской философии и любовь к Родине. Уже во время учёбы в школе Геннадий Потёмкин проявлял качества лидера. С пятого класса он активно участвовал в общественной жизни школы. Был председателем совета отряда и вожатым в младших классах. С восьмого класса Г. Ф. Потёмкин — член комсомольского бюро школы и его секретарь. В 1940 году он был признан одним из лучших руководителей школьных комсомольских организаций Одессы, и имя его было занесено на доску почёта Водно-Транспортного района города. Школу Г. Ф. Потёмкин закончил с похвальной грамотой. Планировал поступить в Одесское военно-политическое училище, но планам помешала война. 23 июня 1941 года он добровольно явился в Одесский городской военкомат и был призван в ряды Рабоче-крестьянской Красной Армии. 24 июня в райкоме ВКП(б) его торжественно приняли в кандидаты в члены коммунистической партии. На церемонии вручения кандидатской книжки Геннадий Фёдорович сказал:

«Буду бороться за Родину до последней капли крови. Звание коммуниста оправдаю»— Из воспоминаний бывшего директора Одесской средней школы № 70 Г. П. Гардашник.
Военную службу Г. Ф. Потёмкин начал на строительстве оборонительных сооружений на подступах к Одессе. Однако поучаствовать в обороне города ему не удалось. После поражения Красной Армии под Смоленском его в числе других призывников срочно направили на Западный фронт. В боях с немецко-фашистскими захватчиками красноармеец Г. Ф. Потёмкин с 15 августа 1941 года. Участвовал в завершающей фазе Смоленского сражения, Битве за Москву. 27 декабря 1941 года он был ранен в бою под городом Белёвым. После выздоровления его направили на курсы политруков. В мае 1942 года он был принят в ряды ВКП(б). С лета 1942 года младший политрук Г. Ф. Потёмкин на Калининском фронте. Воевал в гвардейской части. Участвовал в Ржевской битве. После упразднения института военных комиссаров осенью 1942 года Геннадий Фёдорович получил звание лейтенанта и принял под командование стрелковый взвод. Вверенное ему подразделение неоднократно демонстрировало хорошую выучку и высокий боевой дух, что не осталось незамеченным. Зимой 1943 года Г. Ф. Потёмкин получил внеочередное воинское звание гвардии старшего лейтенанта и был назначен командиром пулемётной роты. Участвовал в Ржевско-Вяземской наступательной операции. Летом 1943 года Геннадий Фёдорович получил звание гвардии капитана, после чего его перевели в 940-й стрелковый полк 262-й стрелковой дивизии 43-й армии на должность командира 3-го стрелкового батальона. Особо отличился в Смоленской операции.
17 сентября 1943 года 262-я стрелковая дивизия перешла в наступление в ходе Духовщинско-Демидовской операции Калининского фронта, проводимой в рамках Смоленской стратегической операции. 940-му стрелковому полку предстояло прорвать глубоко эшелонированную, насыщенную ДЗОТами, пулемётными гнёздами и артиллерией оборону противника в районе деревни Воробьи Демидовского района Смоленской области. Атака в лоб грозила обернуться большими потерями. Гвардии капитан Потёмкин, проявив инициативу, действовал быстро, дерзко и решительно. С шестью бойцами своего батальона Геннадий Фёдорович по кустам подобрался на 50-60 метров к одному из вражеских ДЗОТов, прикрывавших подступы к деревне с севера. Стремительным броском группа Потёмкина блокировала ДЗОТ. Через образовавшуюся в системе обороны немцев брешь 3-й стрелковый батальон гвардии капитана Г. Ф. Потёмкина пошёл на штурм. Во время атаки Геннадий Фёдорович со своими бойцами проник в тыл немцев и открыл по ним огонь, вызвав панику в рядах оборонявшихся. Враг бежал, оставив на поле боя свыше 150 человек убитыми. 8 немецких солдат были взяты в плен. В деревне батальоном было захвачено в качестве трофеев 8 пулемётов, 3 миномёта, большое количество стрелкового оружия, боеприпасов и другое военное имущество.
Продолжая наступление, 262-я стрелковая дивизия 21 сентября 1943 года вышла на подступы к Демидову. Прорвав оборону противника, подразделения дивизии ворвались в город и завязали уличные бои. 3-й стрелковый батальон гвардии капитана Г. Ф. Потёмкина одним из первых пробился к реке Каспля, протекающей через Демидов, и углубился в кварталы левобережной части города. Геннадий Фёдорович оборудовал свой командный пункт в полуразрушенном здании. Вместе с ним на КП находился штаб батальона и несколько человек охраны. В ночь на 22 сентября после массированного артиллерийского и миномётного обстрела немцы перешли в контратаку. Группе немецких солдат численностью до двух отделений удалось просочиться к командному пункту батальона и окружить его. Однако все их попытки уничтожить или взять в плен советских солдат и офицеров оказались безрезультатными. В течение трёх часов Г. Ф. Потёмкин со своим штабом сражался в полном окружении до подхода подкреплений, уничтожив в ходе боя 15 немецких солдат. 22 сентября 1943 года город был полностью очищен от противника. В боях за освобождение Демидовского района Смоленской области 22 и 23 сентября 1943 года гвардии капитан Г. Ф. Потёмкин постоянно находился в боевых порядках стрелковых рот своего батальона и в трудные моменты боя несколько раз личным примером поднимал солдат в атаку. Благодаря умелому руководству и хорошей выучке батальон с малыми потерями освободил деревни Макунино, Янчеки, Тюльки и Толкачи. В ходе боёв за освобождение города Демидова и Демидовского района в период с 21 по 23 сентября 1943 года батальоном Потёмкина было уничтожено более 300 солдат и офицеров вермахта, 8 станковых и 12 ручных пулемётов, 1 полковой миномёт. В качестве трофеев было захвачено 10 пулемётов MG-34, радиостанция, 88-миллиметровая пушка и 78 винтовок.
До начала октября 1943 года 262-я стрелковая дивизия вела бои за освобождение Руднянского района Смоленской области. Гвардии капитан Г. Ф. Потёмкин вновь отличился 2 и 3 октября 1943 года при взятии деревни Сапцы. Враг превратил деревню в хорошо укреплённый опорный пункт и оказывал ожесточённое сопротивление его батальону. Геннадий Фёдорович с группой своих бойцов в составе 20 человек сумел занять удобные позиции на подступах к Сапцам, с которых хорошо просматривалась и простреливалась немецкая оборона. Противник, осознав свой тактический просчёт, решил во что бы то ни стало отбросить советских солдат с занятых рубежей. С интервалом в 30 минут многократно превосходящими силами немцы предприняли пять яростных контратак на группу Потёмкина, но всякий раз получали отпор. Подпуская неприятеля на 80-100 метров, бойцы Потёмкина открывали шквальный автоматный огонь, вынуждая противника отступать. Когда во время одной из атак немцам удалось приблизиться на 25 метров, в ход пошли ручные гранаты. Не добившись результатов, неприятель обрушил на позиции 3-го стрелкового батальона всю мощь своей артиллерии. На протяжении двух дней они открывали ураганный артиллерийский и миномётный огонь более 20 раз, но вынудить советских солдат оставить занимаемые позиции им не удалось. Тем временем гвардии капитан Потёмкин сумел выявить во вражеской обороне слабое место. Сразу по окончании очередного вражеского обстрела он со своими бойцами скрытно выдвинулся к немецким позициям на юго-западной окраине села, неожиданной атакой ошеломил противника и обратил его в бегство. Прорвав немецкую оборону, батальон Потёмкина ворвался в Сапцы и после двухчасового боя полностью освободил населённый пункт. Всего в бою за Сапцы немцы потеряли более 400 солдат и офицеров убитыми.

Освободив Смоленскую область, войска Калининского фронта вступили на территорию Белоруссии. В октябре 1943 года 262-я стрелковая дивизия вела наступление на витебском направлении. 18 октября 1943 года её 940-й стрелковый полк вышел к деревне Фокино Лиозненского района Витебской области Белорусской ССР, где немцы занимали заранее подготовленные оборонительные позиции. Местность была открытая и хорошо пристреляна противником. Чтобы воодушевить своих бойцов гвардии капитан Г. Ф. Потёмкин лично повёл их на прорыв вражеской обороны. Стремительной атакой батальон преодолел проволочные заграждения и ворвался в первую линию вражеских траншей. В ожесточённой рукопашной схватке противник был выбит с занимаемых рубежей, но гвардии капитан Потёмкин погиб. Бойцы похоронили комбата на северо-восточной окраине деревни Грубовщина Лиозненского района Витебской области. Среди личных вещей Г. Ф. Потёмкина был партбилет, в котором хранилось написанное по всей видимости им стихотворение: 
Я клянусь, не ворвется

Враг в траншею мою.
 
А погибнуть придется —

Так погибну в бою.
 
Чтоб глядели с любовью
 
Через тысячи лет
 
На окрашенный кровью

Мой партийный билет
Стихотворение Г. Ф. Потёмкина получило широкую известность в войсках и стало клятвой для многих воинов-коммунистов. За образцовое выполнение боевых заданий командования на фронте борьбы с немецкими захватчиками и проявленные при этом отвагу и геройство указом Президиума Верховного Совета СССР от 4 июня 1944 года гвардии капитану Потёмкину Геннадию Фёдоровичу было присвоено звание Героя Советского Союза посмертно. В 50-х годах останки Г. Ф. Потёмкина были перезахоронены в селе Велешковичи Лиозненского района Витебской области Белорусской ССР. 10 апреля 1968 года его прах был перевезён в Одессу и захоронен на Аллее Славы в центральном Парке культуры и отдыха имени Т. Г. Шевченко.

## Награды
- Медаль «Золотая Звезда» (04.06.1944, посмертно);
- орден Ленина (04.06.1944, посмертно);
- орден Красного Знамени (16.10.1943).

## Оценки и мнения
Гена был высоким, стройным, очень красивым юношей с умным, открытым лицом. Доброта была его неотъемлемой чертой. На диво аккуратный, собранный, не только внешне, но и внутренне, Гена всегда отличался дисциплинированностью, принципиальностью и требовательностью. Гена прекрасно говорил, ответы его на уроках были всегда конкретны, ясны и глубоки. Очень он любил книги, читал много, особенно увлекался историей. Ребята в классе очень любили Гену за веселый, спокойный нрав и ласковую, открытую душу.— директор Одесской средней школы № 70 Г. П. Гардашник.

Товарищ Потёмкин в любых условиях боя смело берёт на себя инициативу, действует смело и решительно, вследствие чего его батальон имеет хорошие успехи— Командир 940-го стрелкового полка подполковник И. В. Арзамасцев.

Позднее, вспоминая подвиг Потёмкина и его моральное воздействие на воинов, бывший парторг полка И. В. Асташин писал мне: «Стихотворение-клятву командира батальона капитана Г. Ф. Потёмкина после его гибели я переписал, вложил в свой партийный билет и носил его до окончания войны. Считал его клятву и своей клятвой». — Герой Советского Союза генерал-лейтенант В. Р. Бойко.

## Память
- Памятник Герою Советского Союза Г. Ф. Потёмкину установлен в городе Очакове Николаевской области Украины.
- Именем Героя Советского Союза Г. Ф. Потёмкина названа улица в городе Очакове.
- Мемориальные доски в честь Героя Советского Союза Г. Ф. Потёмкина установлены в Одессе на зданиях школы № 70 и городского военкомата.
- Имя Героя Советского Союза Г. Ф. Потёмкина увековечено на стеле в Мемориальном зале Героев Советского Союза в музее Великой Отечественной войны в Киеве.
- Имя Героя Советского Союза Г. Ф. Потёмкина увековечено на стеле на площади Победы города Минска Республики Беларусь.

## Документы
- Общедоступный электронный банк документов «Подвиг Народа в Великой Отечественной войне 1941—1945 гг.» Дата обращения: 1 марта 2013. Архивировано из оригинала 13 марта 2012 года.

Представление к званию Героя Советского Союза и указ ПВС СССР о присвоении звания. Дата обращения: 1 марта 2013. Архивировано 23 марта 2013 года.
Орден Красного Знамени (наградной лист и приказ о награждении). Дата обращения: 1 марта 2013. Архивировано 23 марта 2013 года.
- Обобщенный банк данных «Мемориал». Дата обращения: 1 марта 2013. Архивировано из оригинала 10 мая 2012 года.

ЦАМО, ф. 33, оп. 11458, д. 140.
ЦАМО, ф. 33, оп. 11459, д. 184.
ЦАМО, ф. 33, оп. 11458, д. 584.
ЦАМО, ф. 33, оп. 563784, д. 19.
ЦАМО, ф. 33, оп. 11458, д. 71.
Информация из списка захоронения З380-48.
Учётная карточка захоронения З380-48.
Схема захоронения З380-48.
- Постановление Совета Министров Республики Беларусь от 08.04.1959 N 248 «О благоустройстве мест захоронения воинов Советской Армии, партизан и мирного населения, погибших в 1941 - 1945 гг. и об увековечении знаменательных мест и событий, связанных с Великой Отечественной войной на территории Белорусской ССР». Дата обращения: 1 марта 2013. Архивировано из оригинала 12 апреля 2013 года.